# Ensenada Cappagli
Die Ensenada Cappagli ist eine Nebenbucht der Bucht New Plymouth auf der Byers-Halbinsel im Westen der Livingston-Insel im Archipel der Südlichen Shetlandinseln. Sie liegt nördlich des Ocoa Point.
Argentinische Wissenschaftler benannten sie. Der weitere Benennungshintergrund ist nicht überliefert.